# Charles Breijer
Charles Breijer (26. listopadu 1914, Haag – 18. srpna 2011, Hilversum) byl nizozemský fotograf a filmař.

## Životopis
Byl známý jako „fotograf odporu“ zejména díky fotografiím, které pořídil během posledního roku německé okupace Nizozemska během 2. světové války.
Pracoval jako fotograf pro fotografickou tiskovou agenturu Anefo.
Úložiště Wikimedia Commons obsahuje téměř 1800 jeho reportážních a portrétních fotografií.

## Galerie

### Nizozemsko

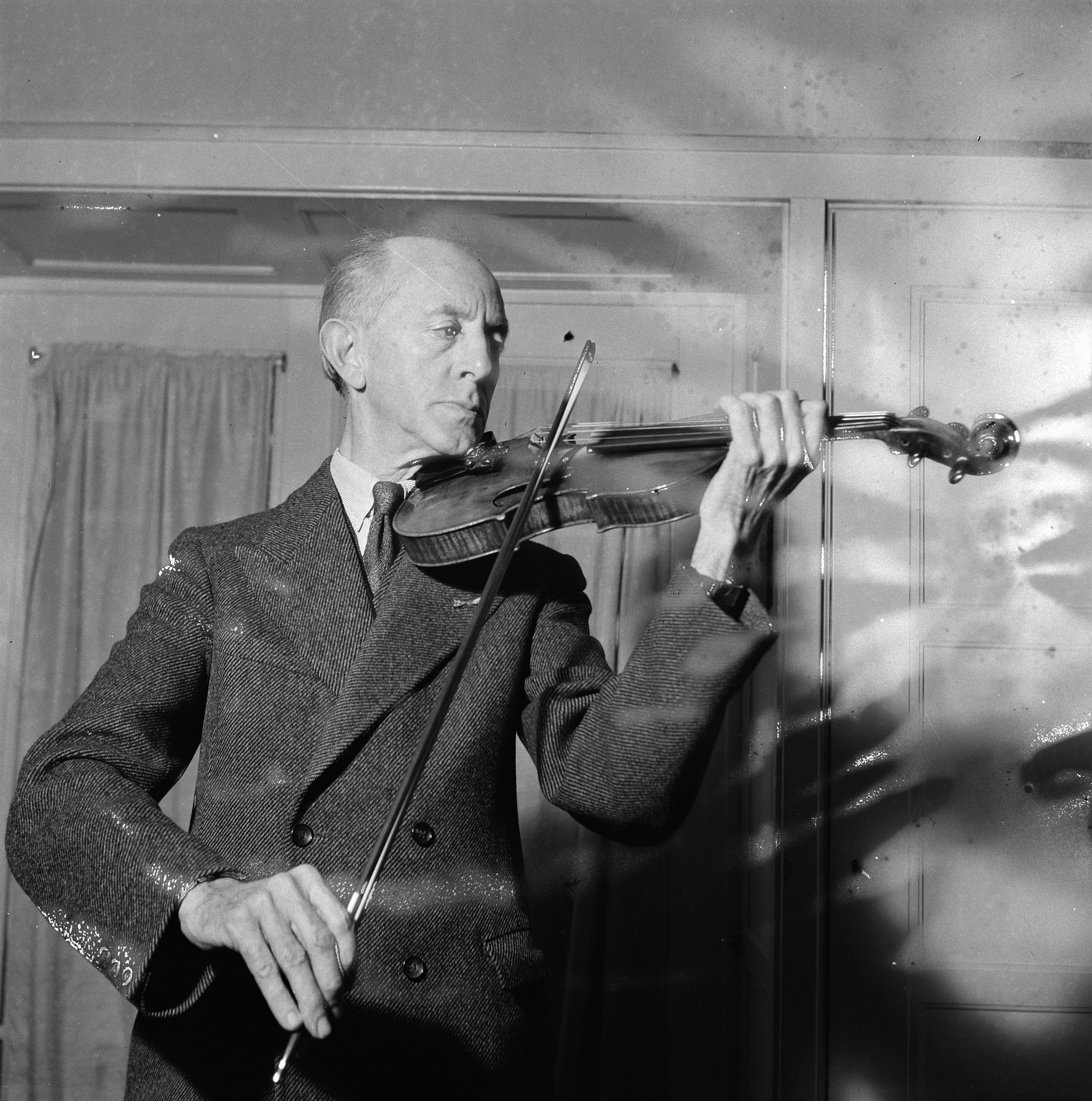
Ferdinand Helmann (1945)
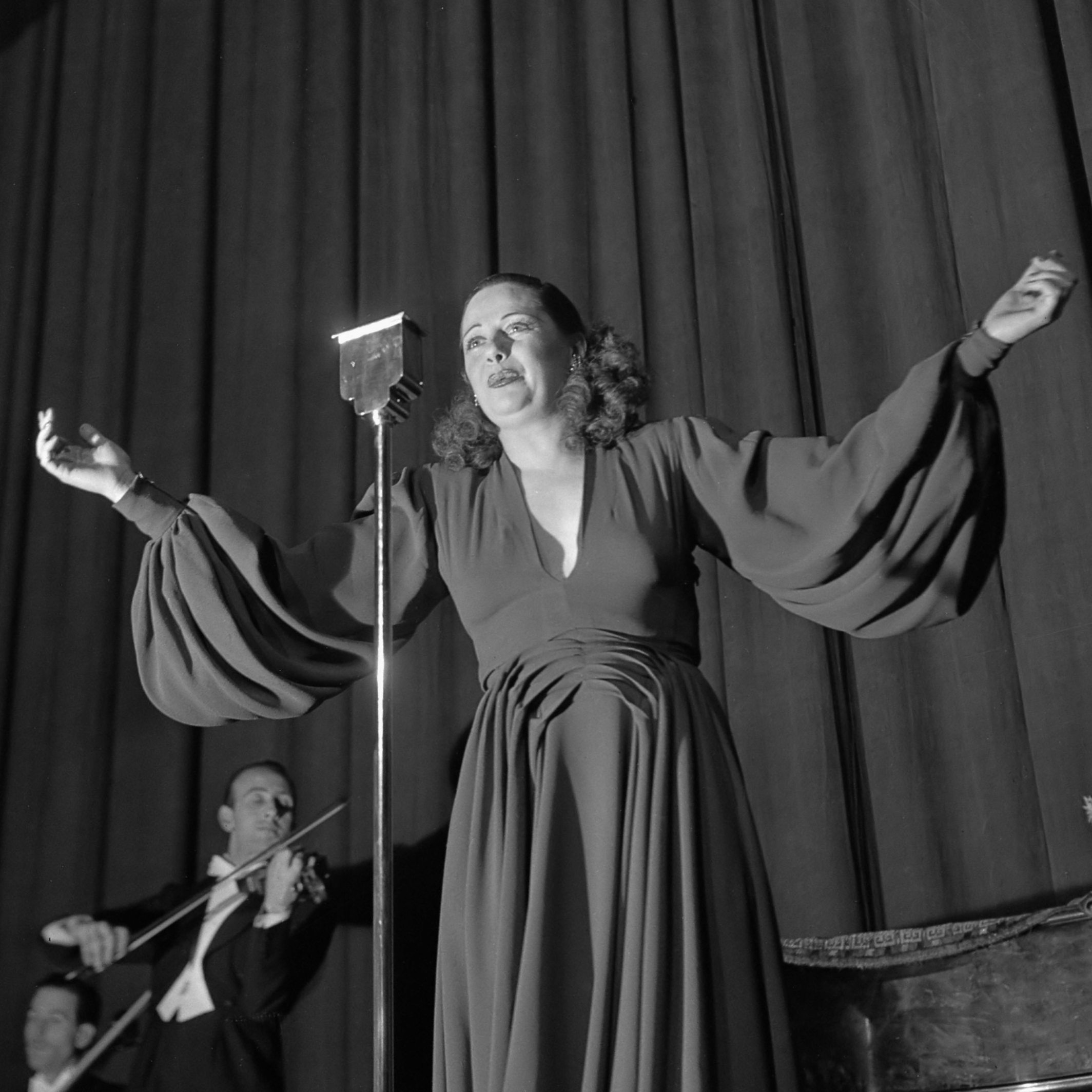
Lucienne Boyerová (1945)
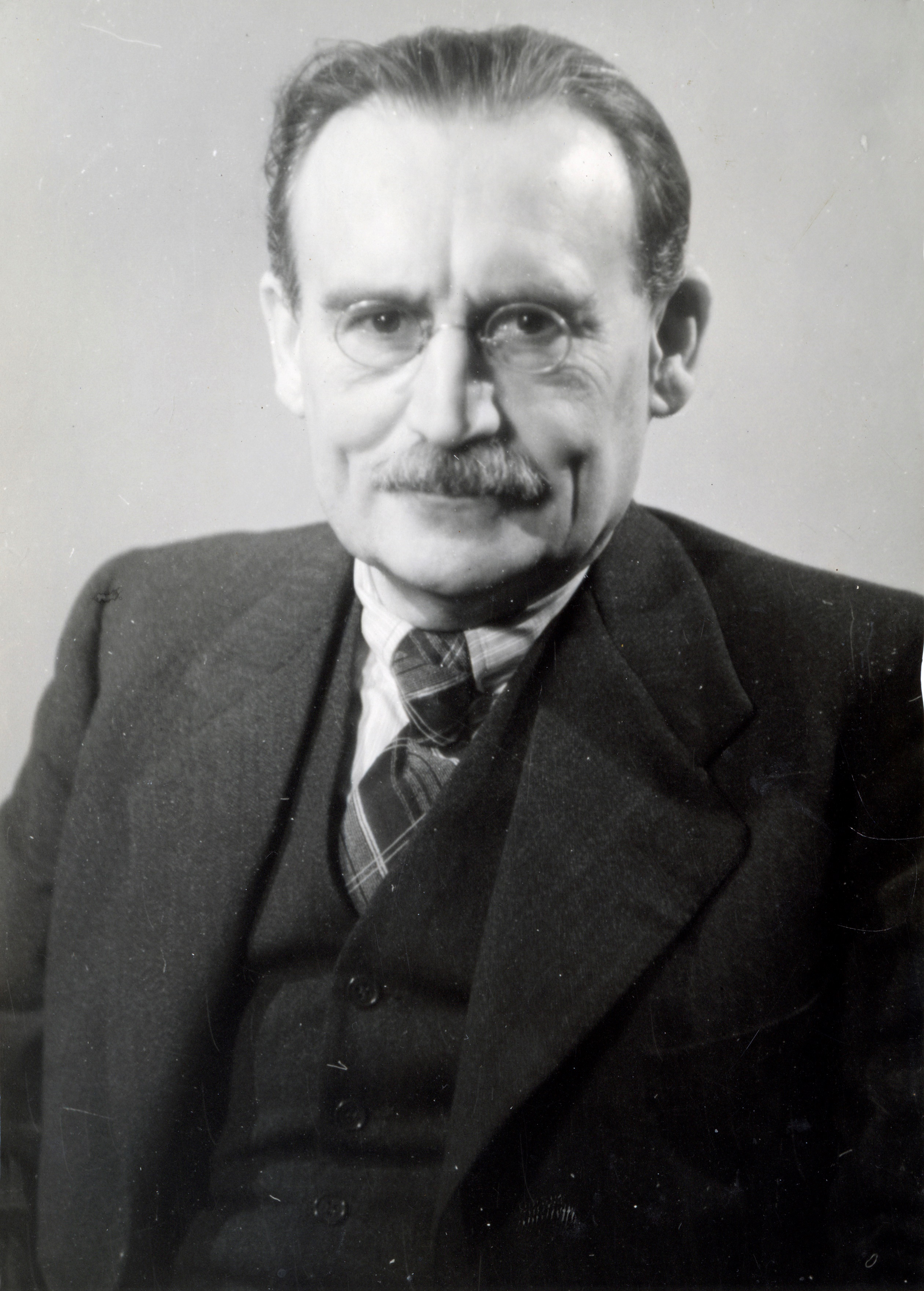
Willem Drees
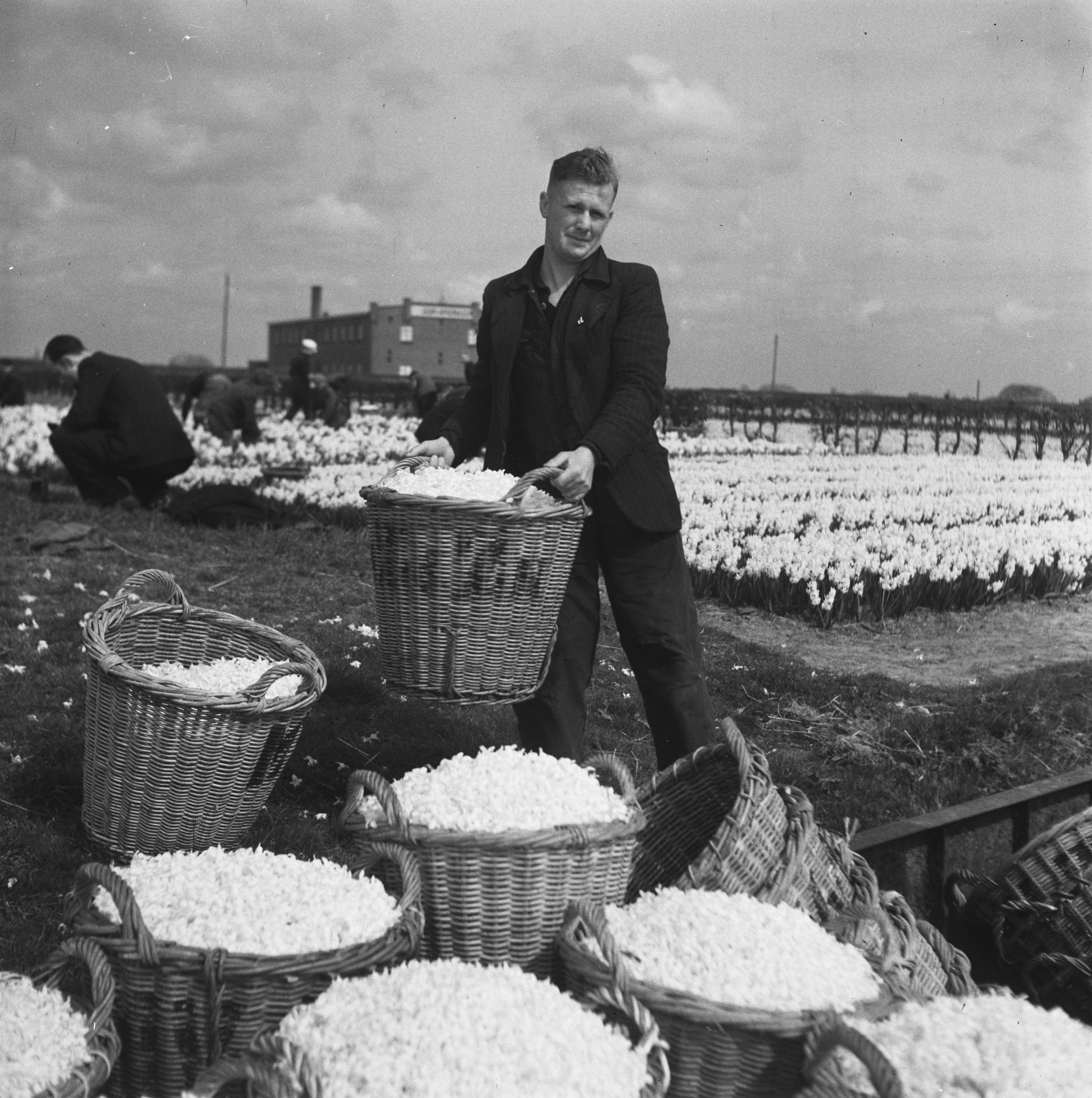
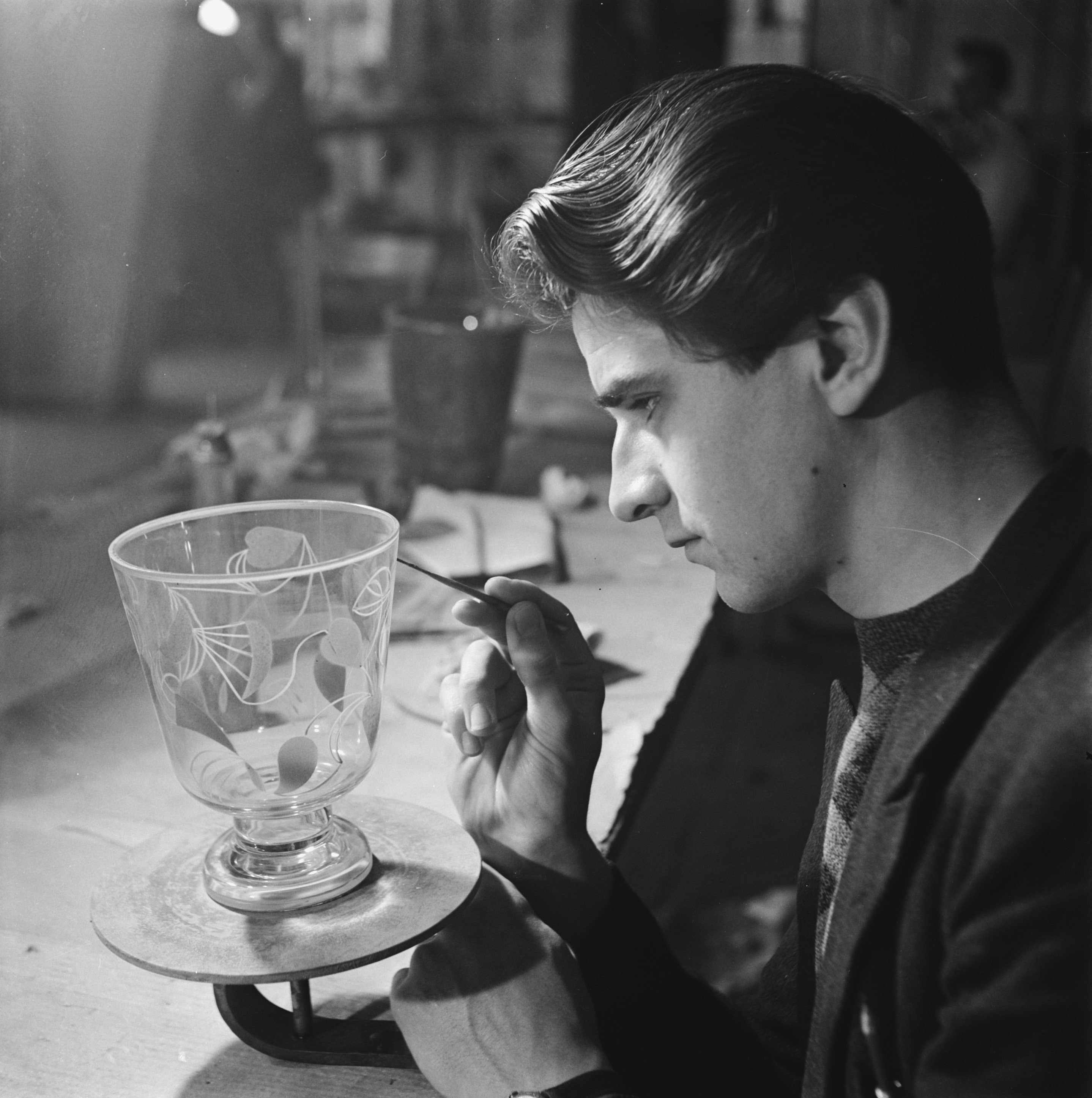
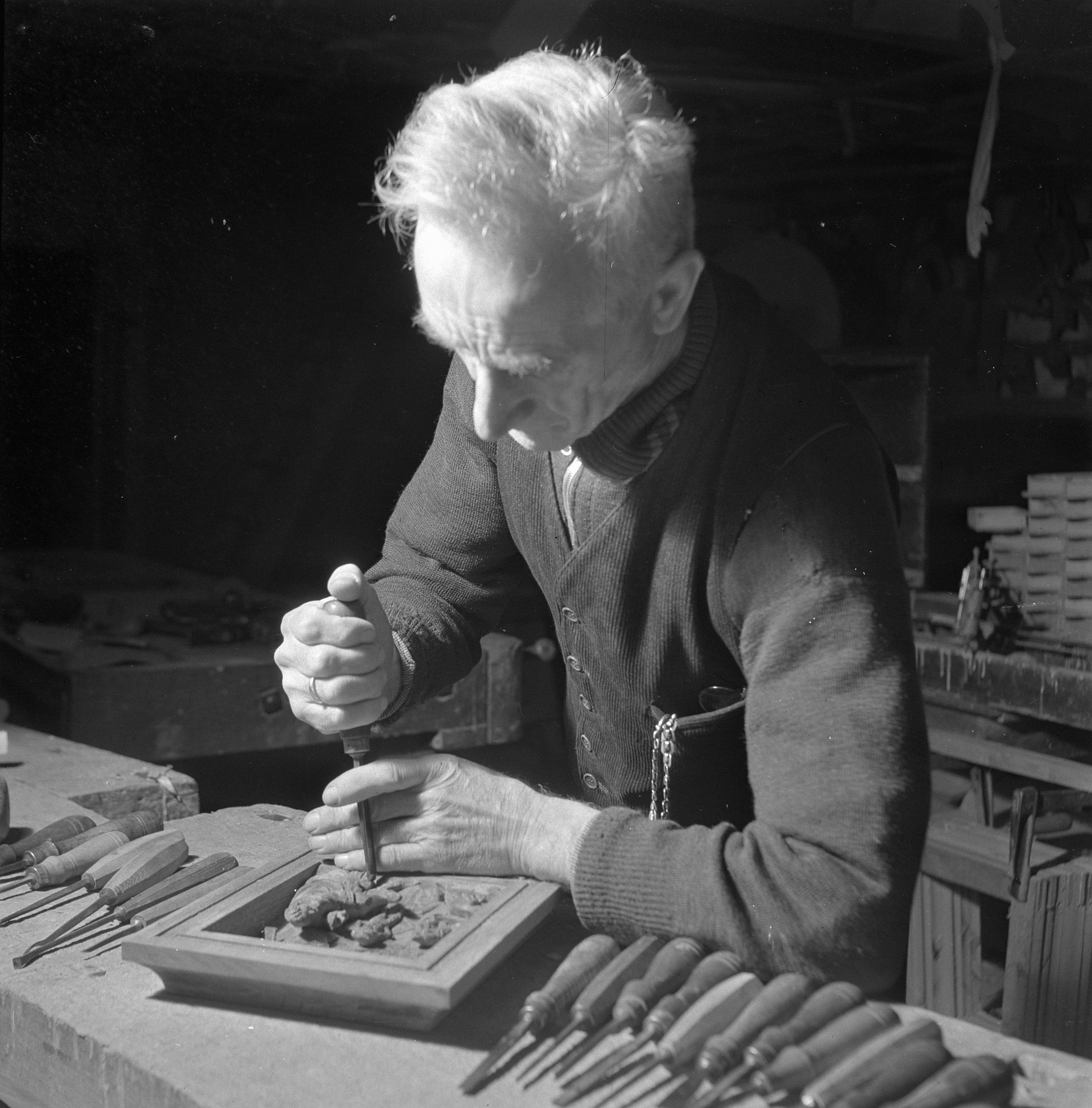
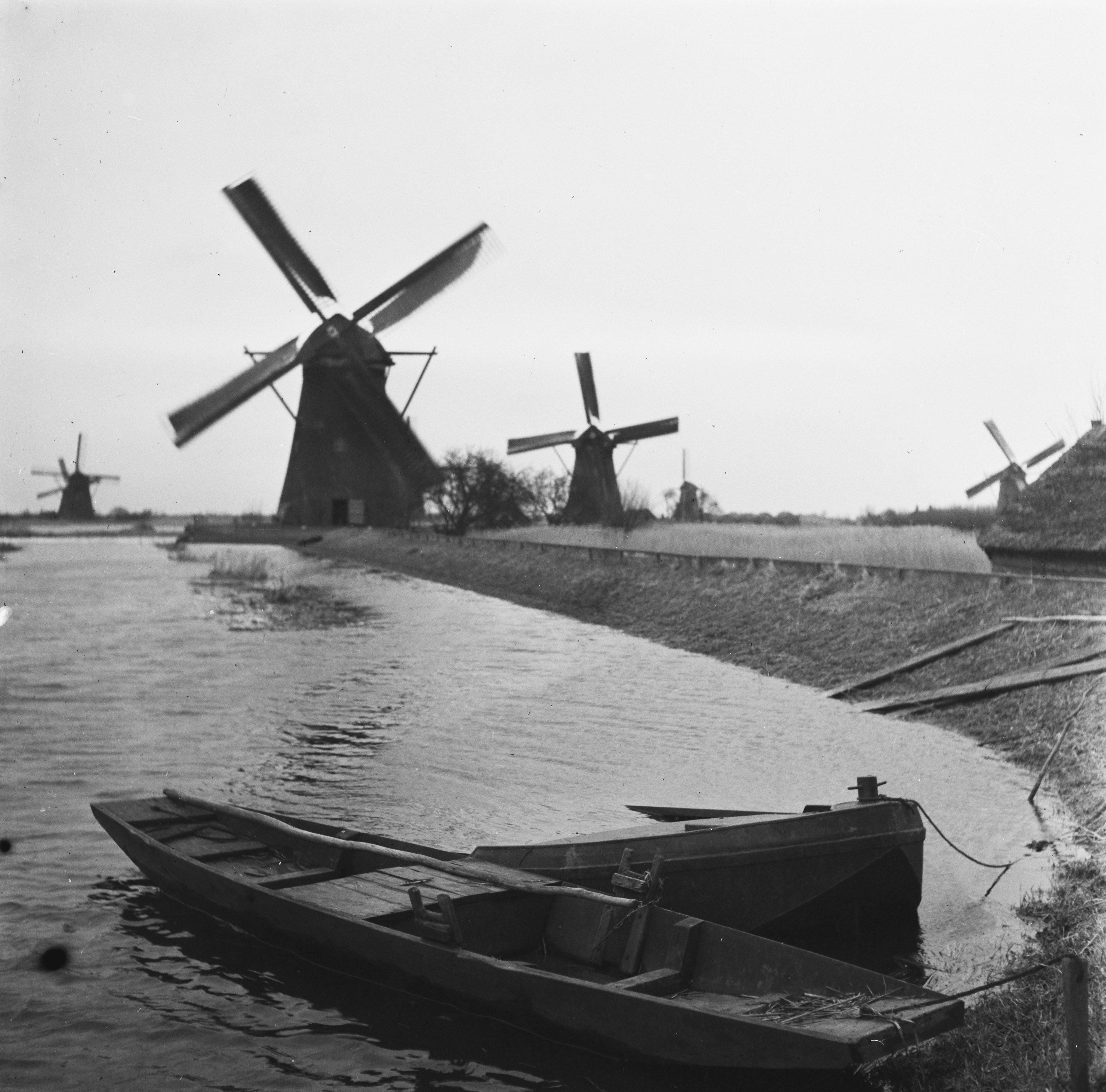
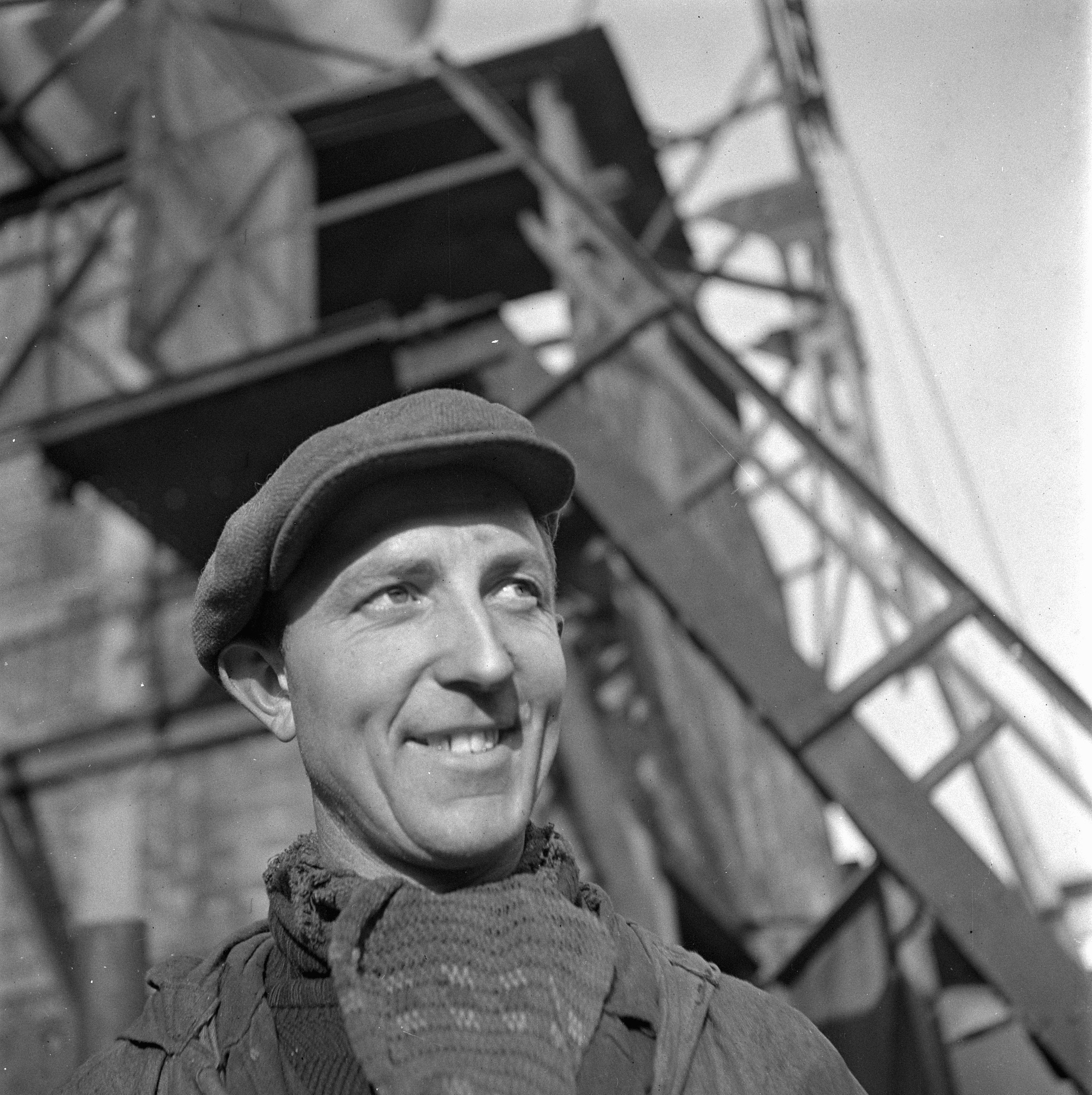
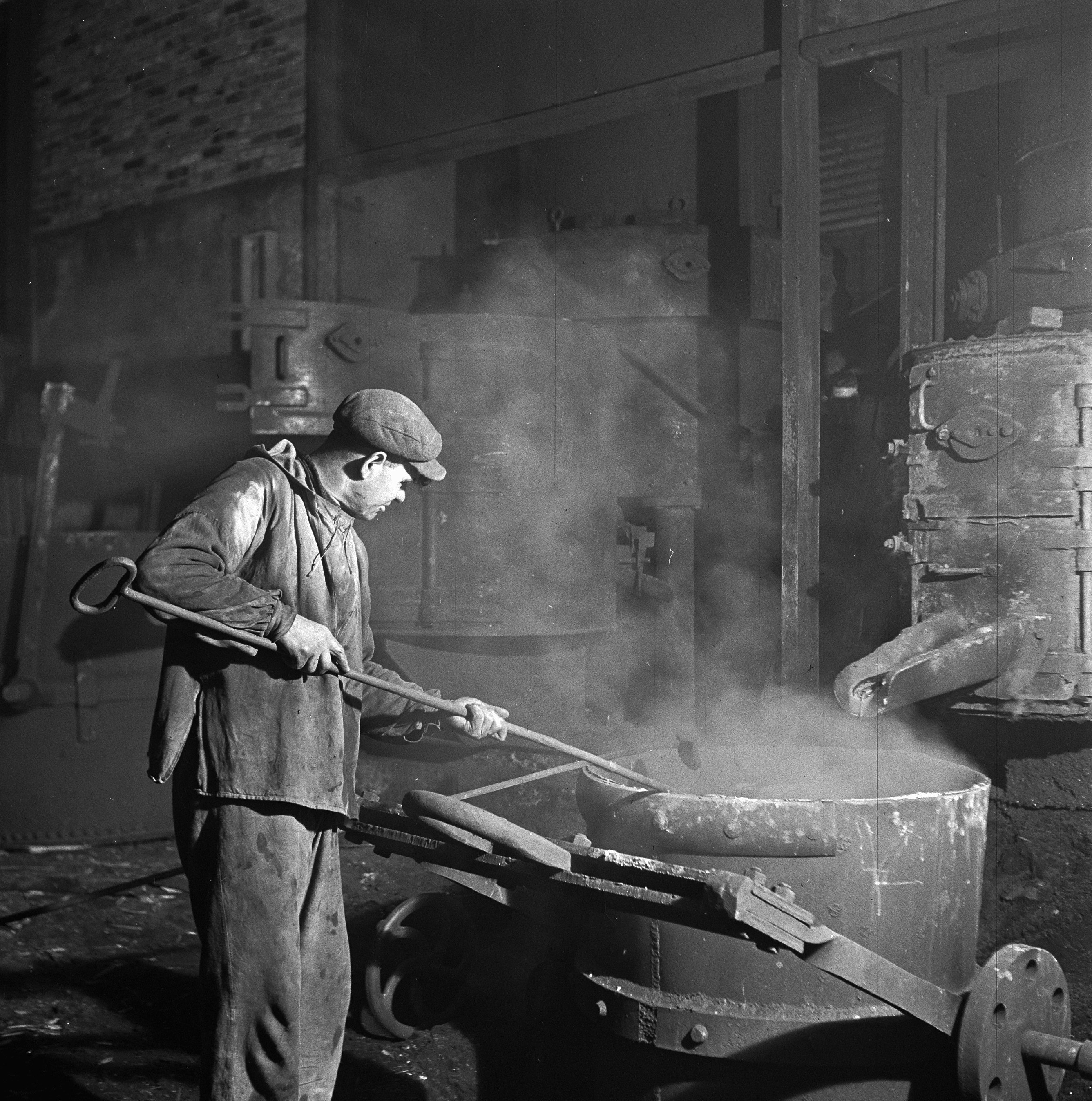

### Indonésie 1950

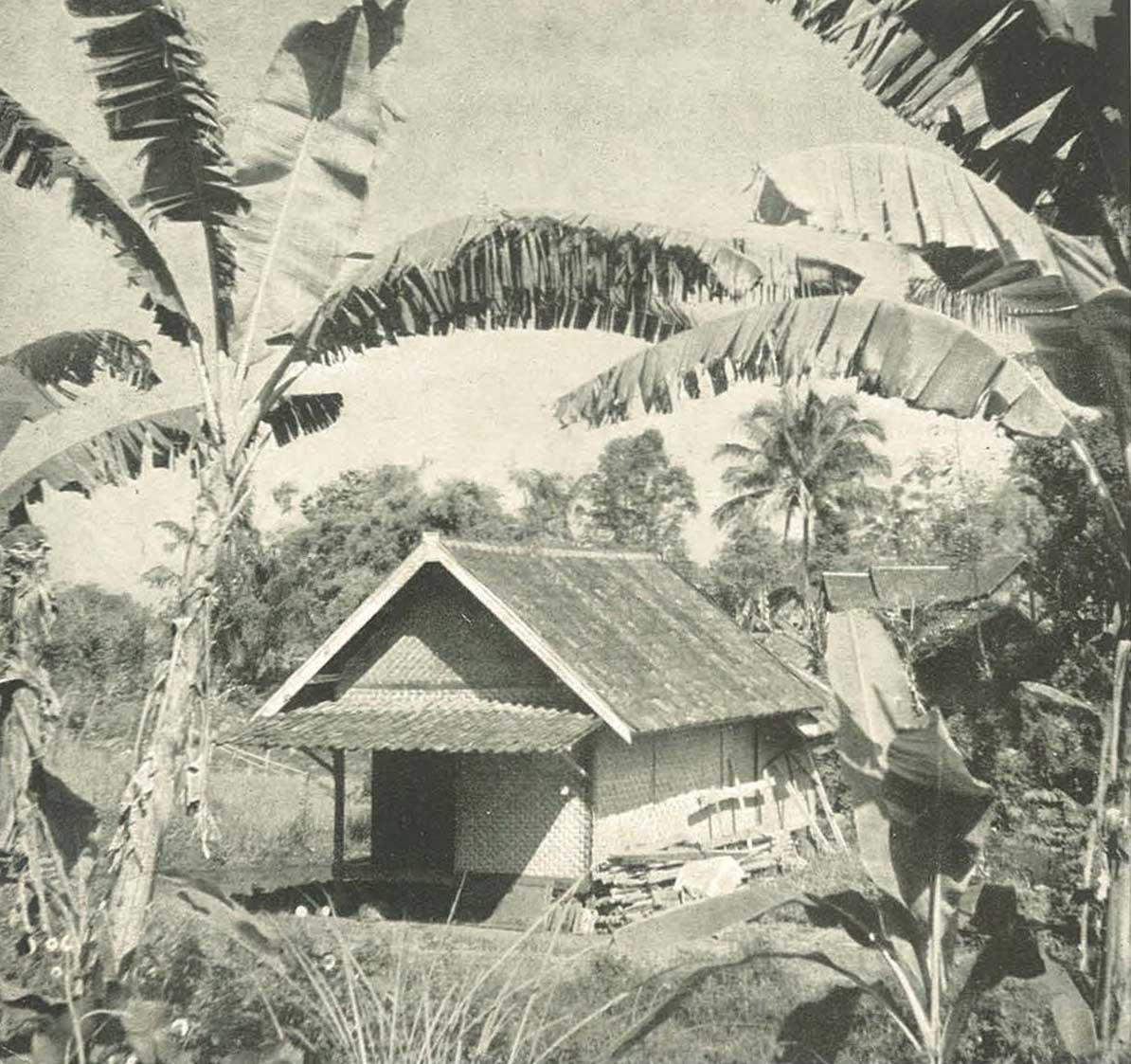
Farmářův dům, Západní Jáva
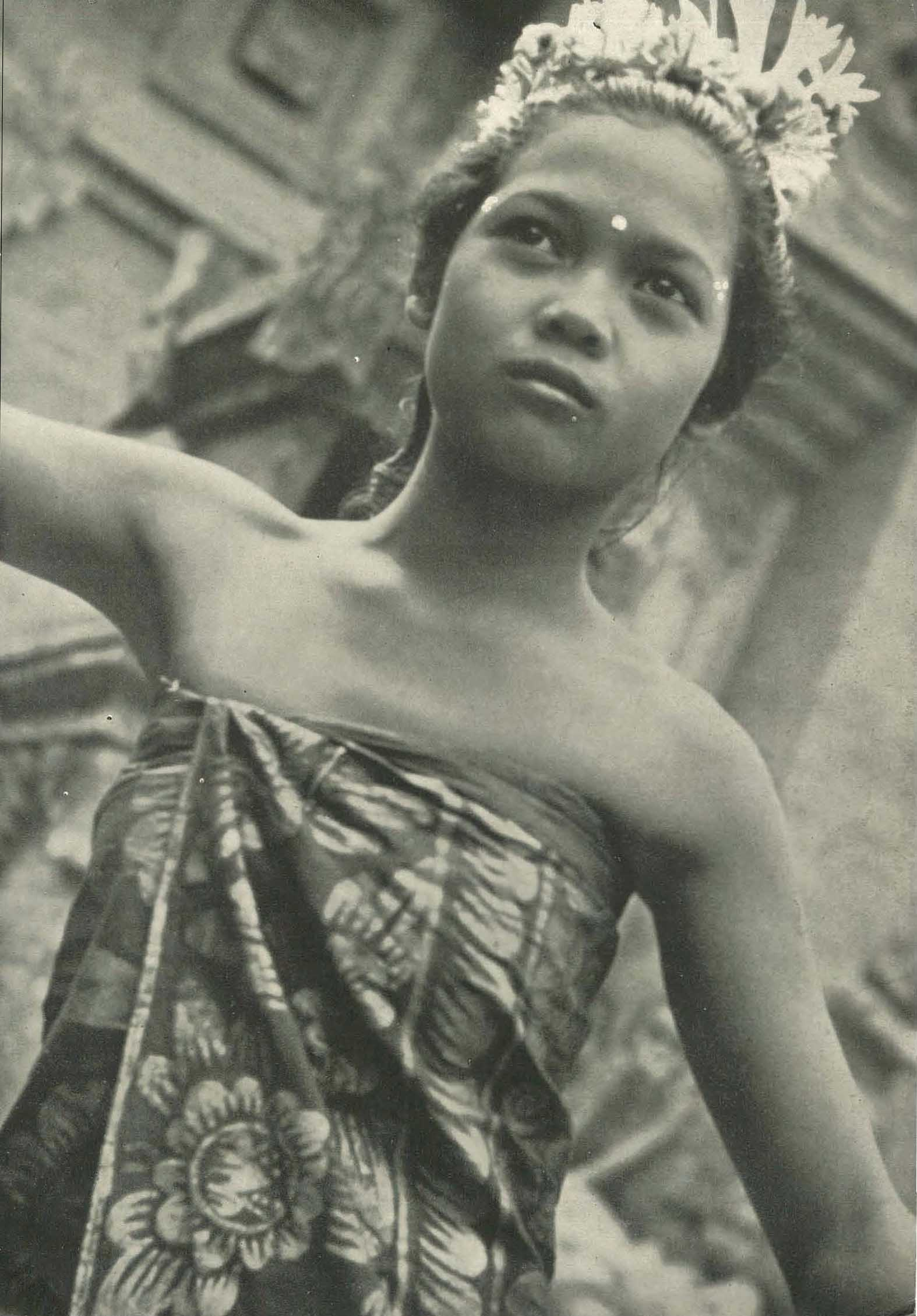
Indonéská tanečnice
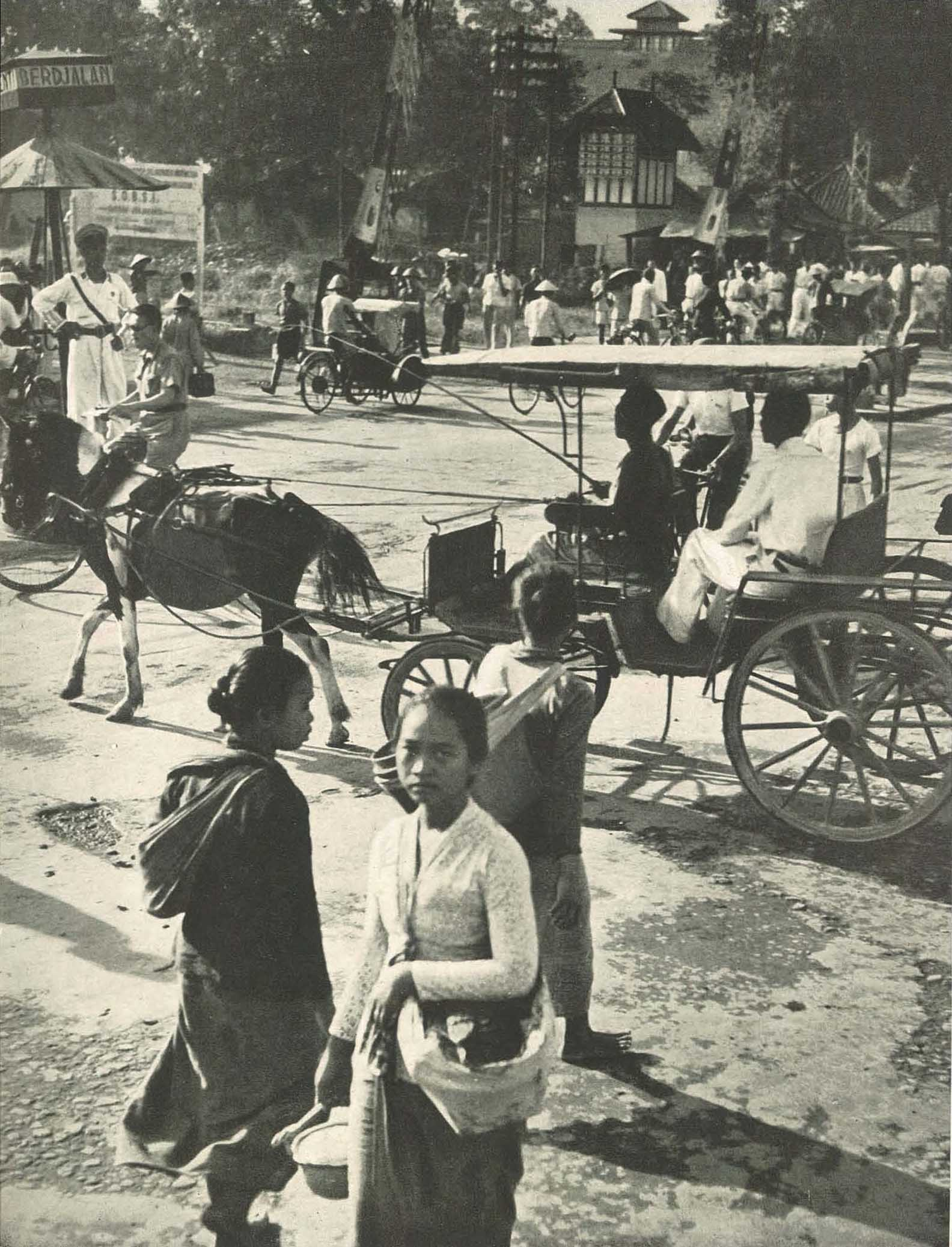
Ulice Yogyakarty
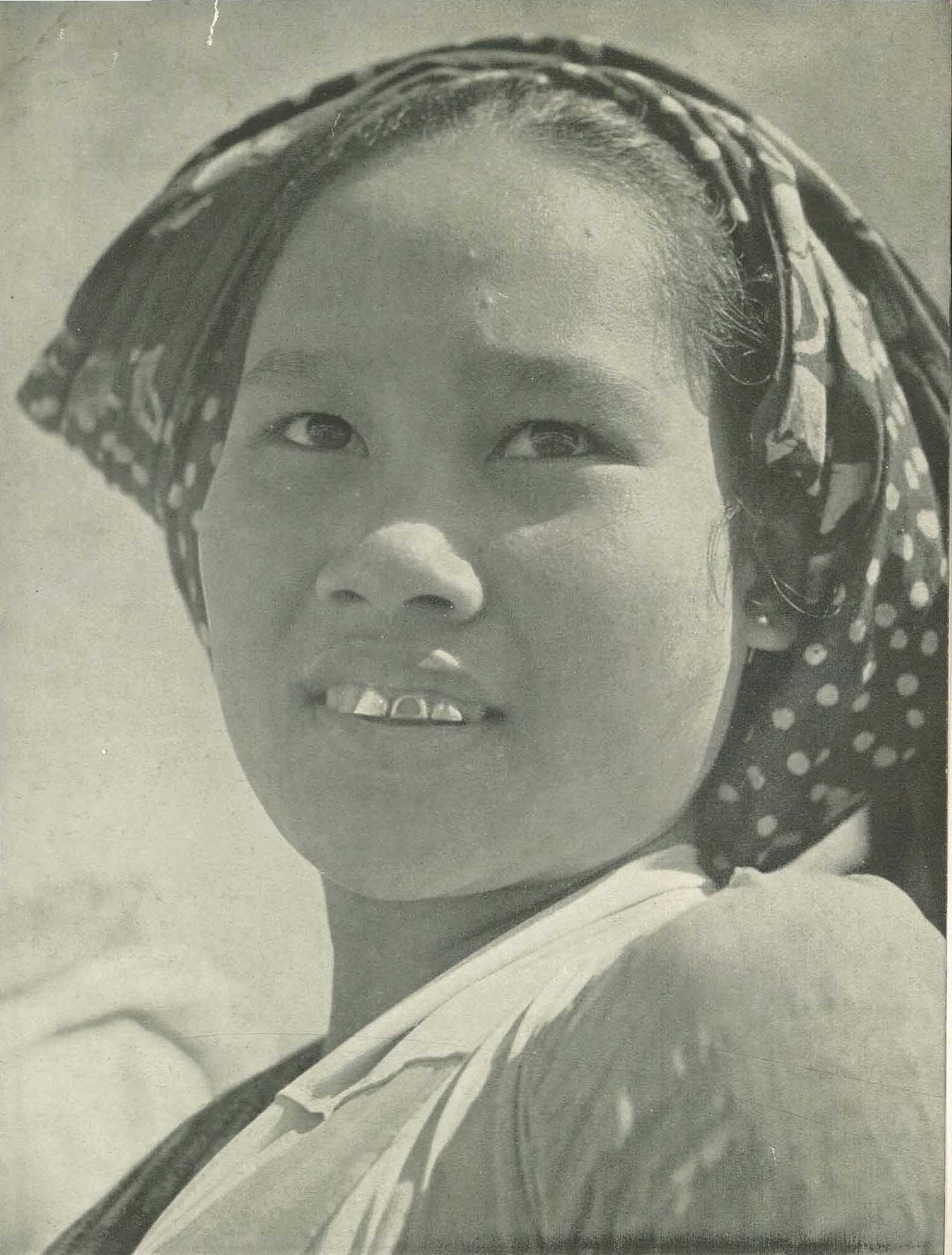
Vesnicka dívka (Sunda)